# الأثر الاقتصادي لوباء كوفيد-19 في الولايات المتحدة
كان لوباء كوفيد-19 أثر مدمر على نطاق واسع في الولايات المتحدة، ما أسفر عن تبعات سلبية على أنشطة السفر والأسواق المالية والعمالة والشحن وغيرها من القطاعات. لا تقتصر التأثيرات على تدخل الحكومة لاحتواء الفيروس فحسب (بما في ذلك على الصعيد الفيدرالي والصعيد الدولي)، بل وعلى سلوك المستهلك وأفعاله لتقليل احتمالية التعرض للفيروس وانتشاره.
انخفض الناتج المحلي الإجمالي الفعلي في عام 2020 بنسبة 3.5%، وهو أول انكماش يحدث منذ الأزمة المالية لعام 2008. سُرّح ملايين العمال من وظائفهم، ما أدى إلى تزايد عدد طلبات التأمين ضد البطالة لتبلغ مستويات قياسية. انخفض نشاط المستهلك وتجارة التجزئة، وذلك تزامنًا مع إغلاق العديد من الشركات (ولا سيما المطاعم). تحولت العديد من الشركات والمكاتب إلى العمل عن بُعد لتجنب انتشار كوفيد-19 في أماكن العمل. أقر الكونغرس عدة تشريعات، كقانون خطة الإنقاذ الأمريكية لعام 2021 لتوفير حافز لتخفيف تأثير إغلاق أماكن العمل وخسائر الدخل. خفض الاحتياطي الفيدرالي سعر الفائدة على الأموال الفيدرالية إلى نحو الصفر وقدم العديد من تسهيلات السيولة للحفاظ على عمل الأسواق المالية وتوفير التحفيز. في أواخر عام 2021، بدأ التضخم في الارتفاع إلى مستويات لم تُشهد منذ ثمانينيات القرن العشرين.
بدأ التعافي من الركود الاقتصادي بسرعة نسبية، فوفقًا للمكتب القومي للأبحاث الاقتصادية، استمر الركود ربع عام فقط. اعتبارًا من عام 2022، بلغت معدلات البطالة مستوياتها ما قبل الوباء –ومع ذلك، لم يتعاف الاقتصاد الأمريكي تمامًا من جائحة كوفيد-19 في العديد من الجوانب والصناعات الرئيسية.
في أعقاب الوباء، ظهرت فجوة رقمية متزايدة في الولايات المتحدة، على الرغم من أن الشركات غير الرقمية كانت أكثر نشاطًا مما كانت عليه في الاتحاد الأوروبي. في الولايات المتحدة، شرع 48% من الشركات التي لم تكن رقمية قبل الوباء في الاستثمار في التقنيات الرقمية. زادت كذلك نسبة الشركات التي سبق لها تنفيذ التكنولوجيا الرقمية المتقدمة من استثماراتها في التحول الرقمي إلى 64%. في الولايات المتحدة، وُجد أن 20% من الوظائف داخل الشركات لم تتغير رقميًا. وفقًا لدراسة استقصائية حديثة، تسمى هذه «شركات السير أثناء النوم»، ومن المرجح كذلك أن تدفع أجورًا أقل وأن تستحدث فرص عمل أقل. لم تركز هذه الشركات كذلك على تدريب موظفيها طوال فترة تفشي كوفيد-19.

## نبذة عامة
في عام 2020، انخفض الناتج المحلي الإجمالي للولايات المتحدة بمعدل سنوي بلغ 3.5%. كان ذلك أكبر انكماش منذ عام 1946 وأول انكماش منذ أزمة عام 2009.
نشر مسح لاستقصاء نبض الأسر المعيشية التابع لمكتب تعداد الولايات المتحدة إحصاءات أسبوعية عن آثار الجائحة على حياة الأمريكيين. خلال الأسبوع الثاني عشر (16-21 يوليو)، أبلغ 51.1% من المشاركين عن فقدان الدخل الوظيفي منذ 13 مارس 2020، وأبلغ 12.1% عن ندرة الغذاء، وتأخر 40.1% في الحصول على الرعاية الطبية في الأسابيع الأربعة الماضية، وأبلغ 26.5% عن انعدام الأمن السكني.

## الأثر على الأفراد

### آثار العمالة

#### الإحصاءات الحكومية
في تقرير الوظائف لشهر فبراير 2020، والذي عكس وضع التوظيف قبل بدء عمليات الإغلاق، صٌنّف 1.28 مليون أمريكي على أنهم «خسروا وظائفهم على نحو دائم». في أغسطس، بلغ عددهم 3.41 مليون، وارتفع في سبتمبر إلى 3.75 مليون. في الوقت ذاته، انخفضت نسبة «التسريح المؤقت للعمال»، ما يشير إلى أن بعض الوظائف التي فُقدت باعتبارها حالة «مؤقتة» أصبحت مفقودة على نحو دائم.
في 8 مايو 2020، أفاد مكتب إحصاءات العمل بفقدان 20.5 مليون وظيفة غير زراعية وارتفاع معدل البطالة إلى 14.7% في أبريل. جاء ذلك في أعقاب تقارير تفيد بالمطالبات الأولية الأسبوعية للتأمين ضد البطالة التي تزايدت إلى مستوى قياسي بلغ نحو 200,000 طلب في الأسبوع حتى أوائل مارس، لتصبح 3.3 مليون في أسبوع 21 مارس، وذروتها 6.9 مليون في 28 مارس، وانخفضت هذه النسبة بعد ذلك أسبوعيًا لتبلغ ثلاثة ملايين في أسبوع 9 مايو. قدم ما مجموعه 36.5 مليون شخص طلبًا للتأمين ضد البطالة في الفترة من 21 مارس إلى 9 مايو. قدر مكتب الميزانية في الكونغرس تكاليف مطالبات التأمين ضد البطالة بنحو 49 مليار دولار في أبريل 2020، مقابل 3 مليارات دولار في أبريل 2019. تُعزى الزيادة المُقدّرة بنحو 27 مليار دولار إلى الزيادة البالغة 600 دولار في الأسبوع والمخصصة لإعانات البطالة بموجب قانون كيرز.
في 20 مايو 2021، ذكرت وزارة العمل أنه لم يكن هناك سوى 444,000 مطالبة بتأمين البطالة خلال الأسبوع السابق، وهو أدنى رقم منذ بدء الجائحة.
تعتمد الولايات المتحدة على المدفوعات والقروض المباشرة لمساعدة الأفراد والشركات، بغض النظر عن احتفاظهم بوظائفهم أم لا. نتيجة لذلك، بينما انخفض إجمالي ساعات العمل بنحو 15% في الولايات المتحدة والاتحاد الأوروبي، زادت البطالة على نحو كبير في الولايات المتحدة. مع ذلك، كانت معظم الشركات الأمريكية التي طبقت التكنولوجيا الرقمية أكثر قدرة على تجنب تخفيضات العمال مقارنة بالشركات غير الرقمية.

### الاستقصاءات والدراسات
في ورقة بحثية نُشرت في أوائل مايو 2020، قدر المعهد الحضري أن نحو 25 مليون شخص سيفقدون التأمين الصحي الذي يقدمه صاحب العمل في حال ارتفاع معدل البطالة إلى 20%. تكهن المعهد بأن 12 مليونًا منهم سيحصلون على تأمين صحي، بينما سيبحث 6 ملايين عن تأمين خاص، وسيصبح 7 ملايين من دون تأمين.
بحلول صيف 2020، فقدت نحو ثلثي الأسر المعيشية التي أصيب فيها شخص بالغ بكوفيد-19 وظيفتها أو انخفضت ساعات عملها. وفقًا لمسح أجرته الإذاعة الوطنية العامة ومؤسسة روبرت وود جونسون ومدرسة تشان للصحة العامة في جامعة هارفارد خلال يوليو وأغسطس، أبلغ نحو ثلثي تلك الأسر عن تعرضها لـ«مشاكل مالية خطيرة»، بينما أبلغ ما لا يتجاوز نصف سكان الأسر الأمريكية عن مثل هذه المشاكل بشكل عام.

### عمليات الإخلاء والإغلاق
أدى الأثر الاقتصادي والبطالة الجماعية الناجمة عن جائحة كوفيد-19 إلى نشوء مخاوف من أزمة إخلاء جماعي، إذ أشار تحليل أجراه معهد أسبن إلى أن ما بين 19 و23 مليون، أو واحد من أصل خمسة مستأجرين، معرضون لخطر الإخلاء بحلول نهاية سبتمبر 2020.  أظهر مسح منفصل لمكتب الإحصاء بالولايات المتحدة في يوليو 2021 أن 7 ملايين أسرة غير قادرة على دفع الإيجار ومعرضة لخطر الإخلاء، مع احتمال وجود 3 ملايين ملف إخلاء في الشهرين المقبلين.
ينص قانون كيرز الفيدرالي على وقف اختياري لعمليات الإخلاء للممتلكات المدعومة فيدراليًا مدة 120 يومًا، بدءًا من 27 مارس عندما جرى التوقيع على القانون، واستمرار ذلك حتى 24 يوليو فيما يتعلق بإيداعات الإخلاء لوحدات الإيجار في العقارات التي تشارك في برامج المساعدة الفيدرالية، أو من تملكت رهنًا عقاريًا مدعومًا اتحاديًا أو قرض رهن عقاري متعدد العائلات. تشير أحد التقديرات إلى أن هذا الوقف الاختياري للإخلاء يغطي 28% من جميع الوحدات المستأجرة في الولايات المتحدة، غير أنه لا توجد آليات لتطبيقه. أصدرت عدد من المدن والولايات أحكامًا بتعليق عمليات الإخلاء لفترات زمنية متفاوتة. عندما انتهى أمر الوقف في يونيو ويوليو 2020، زادت عمليات الإخلاء في العديد من الولايات والولايات القضائية. في 1 سبتمبر، أعلنت مراكز السيطرة على الأمراض عن وقف جديد على مستوى البلاد والذي حظر عمليات الإخلاء لمعظم المستأجرين لبقية عام 2020.
ضمن قانون كيرز الحماية من حبس الرهن لأصحاب المنازل الذين لديهم قروض عقارية مدعومة فيدراليًا حتى 31 أغسطس 2020. يسمح قانون كيرز كذلك لأصحاب الرهن العقاري بالحق في التساهل بالرهن العقاري مدة تصل إلى 180 يومًا، مع 180 يومًا أخرى عند الطلب. أقرت عدة دول وقفًا اختياريًا للحبس الاحتياطي أو نظرت في أمره.
يوظف مكتب تعداد الولايات المتحدة مسح نبض الأسرة لجمع البيانات حول الإيجارات الشهرية ومدفوعات الرهن العقاري التي تأثرت خلال الجائحة. في أسبوع 16-21 يوليو من عام 2020، لم يسدد 8,251,079 من أصحاب المنازل في الوحدات السكنية التي يشغلها مالكوها رهنهم العقاري في الوقت المحدد بينما أجّل 4,473,321 شخص مدفوعاتهم من أصل 148,685,473 شخصُا شملهم الاستطلاع. بالمثل، لم يدفع 13,339,515 مستأجر إيجار الشهر الماضي، وأرجأ 1,504,864 إيجارهم من أصل 73,065,587 شخصًا شاركوا في الاستطلاع.